# Fondation IDEAS
La fondation IDEAS (en espagnol : Fundación IDEAS), également appelée fondation IDEAS pour le progrès (Fundación IDEAS para el Progreso), est le laboratoire d'idées du Parti socialiste ouvrier espagnol (PSOE) entre 2008 et 2014.

## Histoire
L'annonce de la création de la fondation a lieu le 6 juillet 2008. Le secrétaire général du PSOE José Luis Rodríguez Zapatero indique qu'elle portera le nom d'IDEAS, en référence à cinq valeurs du socialisme : l'égalité (igualdad), les droits, l'écologie, l'action et la solidarité. Deux mois et demi plutôt, le numéro deux du PSOE José Blanco avait indiqué que l'ex-ministre du Travail Jesús Caldera serait responsable de la fondation. Elle est formellement enregistrée au registre des fondations le 24 novembre 2008.
Le 14 octobre 2013, le secrétaire général du PSOE Alfredo Pérez Rubalcaba annonce la fermeture de la fondation au 1er janvier 2014, en conséquence d'un scandale baptisé « affaire Amy Martin », à savoir la rémunération d'une autrice baptisée Amy Martin et qui se trouvait en réalité être Irene Zoe Alameda, l'épouse du directeur de la fondation, Carlos Mulas. Dans le cadre de cette affaire, la fondation avait procédé en janvier 2013 au licenciement de son directeur.

### Présidents
| Nom                          | Mandat                           | Remarques |
| ---------------------------- | -------------------------------- | --- |
| José Luis Rodríguez Zapatero | 24 novembre 2008 – 11 avril 2012 | Secrétaire général du PSOE (2000-2012) Président du gouvernement (2004-2011)                                                                                          |
| Alfredo Pérez Rubalcaba      | 11 avril 2012 – 1er janvier 2014 | Secrétaire général du PSOE (2012-2014) Ministre de l'Intérieur (2006-2011) Ministre de la Présidence (1993-1996) Ministre de l'Éducation et de la Science (1992-1993) |

### Directeurs
| Nom          | Mandat                             |
| ------------ | ---------------------------------- |
| Carlos Mulas | 24 novembre 2008 – 22 janvier 2013 |